# Årets Sportsnavn
Årets Sportsnavn er en hæderspris, der hvert år uddeles af Danmarks Idrætsforbund og Team Danmark for at hylde ekstraordinære sportspræstationer af danske topatleter. Prisen er blevet uddelt   siden 1991. DIF og Team Danmark udpeger i alt 15 nominerede, som afsløres fem ad gangen, hvorefter der sættes navne på de tre finalister. Udover æren følger der 75.000 kroner med prisen.
Årets Sportsnavn blev startet på initiativ af Jyllands-Postens sportsredaktør Frits Christensen i et samarbejde med formanden for Danmarks Idrætsforbund, Kai Holm. Jyllands-Posten udtrådte af prisen og samarbejdet i 2019, hvorefter den blev kørt videre i regi af DIF og Team Danmark.

## Modtagere af prisen
| År   | Modtager | Øvrige indstillede |
| ---- | --- | --- |
| 2024 | Viktor Axelsen (badminton)                                                                                     | Herrelandsholdet (håndbold) Anne-Marie Rindom (sejlsport) |
| 2023 | Herrelandsholdet (håndbold)                                                                                    | Jonas Vingegaard (cykelsport) Viktor Axelsen (badminton) |
| 2022 | Jonas Vingegaard (cykelsport)                                                                                  | Viktor Axelsen (badminton) Cathrine Laudrup-Dufour, Carina Cassøe Krüth, Daniel Bachmann Andersen og Nanna Skodborg Merrald (dressurlandsholdet, hestesport) |
| 2021 | Viktor Axelsen (badminton)                                                                                     | Anne-Marie Rindom (sejlsport) Lasse Norman Hansen & Michael Mørkøv (cykelsport)                                                                              |
| 2020 | Lasse Norman Hansen, Julius Johansen, Frederik Rodenberg og Rasmus Lund Pedersen (banelandsholdet, cykelsport) | Viktor Axelsen (badminton) Pernille Harder (fodbold) |
| 2019 | Mads Pedersen (cykelsport)                                                                                     | Herrehåndboldlandsholdet Anne-Marie Rindom (sejlsport, Laser Radial)                                                                                         |
| 2018 | Caroline Wozniacki (tennis)                                                                                    | Michael Valgren (cykelsport) Pernille Harder (fodbold) |
| 2017 | Viktor Axelsen (badminton)                                                                                     | Caroline Wozniacki (tennis) Katja Salskov-Iversen & Jena Mai Hansen (sejlsport, 49er FX)                                                                     |
| 2016 | Pernille Blume (svømning)                                                                                      | Sara Slott Petersen (atletik, løb) Herrehåndboldlandsholdet                                                                                                  |
| 2015 | René Holten Poulsen (kajak)                                                                                    | Jeanette Ottesen (svømning) Maja Alm (orienteringsløb) Anne-Marie Rindom (sejlsport, Laser Radial)                                                           |
| 2014 | Camilla Pedersen (triatlon)                                                                                    | Rikke Møller Pedersen, (svømning) Letvægtsfireren (Guldfireren), (roning)                                                                                    |
| 2013 | Maja Jager (bueskydning)                                                                                       | Tom Kristensen (motorsport) Jesper Hansen (skeetskydning) |
| 2012 | Lasse Norman Hansen (cykelsport)                                                                               | Mads Reinholdt Rasmussen og Rasmus Quist Hansen (roning) Herrehåndboldlandsholdet                                                                            |
| 2011 | Jeanette Ottesen (svømning)                                                                                    | Caroline Wozniacki (tennis) Herrehåndboldlandsholdet |
| 2010 | Caroline Wozniacki (tennis)                                                                                    | Lotte Friis (svømning) Matti Breschel (landevejscykling) |
| 2009 | Lotte Friis (svømning)                                                                                         | Caroline Wozniacki (tennis) Michael Maze (bordtennis) |
| 2008 | Herrehåndboldlandsholdet                                                                                       | Letvægtsfireren i roning Jonas Warrer og Martin Kirketerp (sejlsport, 49er)                                                                                  |
| 2007 | Mads Reinholdt Rasmussen og Rasmus Quist Hansen (roning)                                                       | Herrehåndboldlandsholdet Nicki Pedersen (speedway) |
| 2006 | Mikkel Kessler (boksning)                                                                                      | Michael Rasmussen (landevejscykling) Kristina Juel og Peter Stokkebroe (sportsdans)                                                                          |
| 2005 | Tom Kristensen (motorsport)                                                                                    | Michael Maze (bordtennis) Joachim B. Olsen (atletik, kuglestød)                                                                                              |
| 2004 | Eskild Ebbesen, Thomas Ebert, Thor Kristensen og Stephan Mølvig (guldfireren, roning)                          | Kvindehåndboldlandsholdet Tom Kristensen (motorsport |
| 2003 | Nicki Pedersen (speedway)                                                                                      | Letvægtsfireren i roning Jonas Rasmussen og Lars Paaske (badminton)                                                                                          |
| 2002 | Tom Kristensen (motorsport)                                                                                    | Kvindehåndboldlandsholdet Wilson Kipketer (atletik, løb) |
| 2001 | Thomas Bjørn (golf)                                                                                            | |
| 2000 | Kvindehåndboldlandsholdet                                                                                      | |
| 1999 | Camilla Martin (badminton)                                                                                     | |
| 1998 | Eskild Ebbesen, Thomas Ebert, Victor Feddersen og Thomas Poulsen (letvægtsfireren, roning)                     | |
| 1997 | Wilson Kipketer (atletik, løb)                                                                                 | |
| 1996 | Bjarne Riis (cykelløb)                                                                                         | |
| 1995 | Mette Jacobsen (svømning)                                                                                      | |
| 1994 | Kvindehåndboldlandsholdet                                                                                      | |
| 1993 | Kvindehåndboldlandsholdet                                                                                      | |
| 1992 | Jesper Bank, Jesper Seier og Steen Secher (sejlsport, soling)                                                  | Herrelandsholdet i fodbold (Europamestre) |
| 1991 | Mette Jacobsen (svømning)                                                                                      | |